# Cap de Boumort
El Cap de Boumort és una muntanya de 2.077,2 metres que es troba en el municipi de Conca de Dalt, al Pallars Jussà. És el cim més elevat de la Serra de Boumort.
Al cim s'hi pot trobar un vèrtex geodèsic (referència 264085001).
Aquest cim està inclòs al llistat dels 100 cims de la FEEC.

## Ruta al Cap de Boumort des del refugi de Boumort
Des del refugi de Boumort (1.881 m) cal agafar una pista que puja per la muntanya en direcció E i que arriba fins a un coll (1.984 m). Allà hi ha una fita i una tanca metàl·lica. Des del coll cal baixar en direcció E tot rodejant la tanca fins a arribar a la zona coneguda com a Pletius de la Creueta (1.970 m), uns extensos prats on hi ha una porta per on es pot creuar la tanca metàl·lica. S'ha de creuar la tanca i seguir un camí que primer puja en direcció NO i després en direcció N i finalment arriba al cim. Un mirador privilegiat del Prepirineu i el Pirineu.